# Église Saint-Just de Hautefage-la-Tour
Pour les articles homonymes, voir Église Saint-Just.
L'église Saint-Just est une église catholique située sur le territoire de la commune d'Hautefage-la-Tour, en France

## Localisation
L'église est située dans le département français de Lot-et-Garonne, sur le territoire de la commune d'Hautefage-la-Tour, au lieu-dit Saint-Just.

## Historique
L'église a été construite au XIIe siècle. Elle est mentionnée à plusieurs reprises dans le Cartulaire d'Agen. Seules l'abside et la travée de chœur de la construction romane sont conservées. 
La nef dans le prolongement du chœur a été probablement rebâtie à l'époque gothique. La baie géminée en tiers-point percée au-dessus de la porte sud éclairait une salle haute qui a disparu.
Dans la première moitié du XVIe siècle, un second vaisseau a doublé la nef au nord et les deux nefs sont couvertes par un voûtement d'ogives reposant sur un pilier central cruciforme, disparu mais décrit par Georges Tholin. Le clocher a été transformé en tour de défense pendant les guerres de religion.  
Quelques travaux sont exécutés au XVIIe siècle, dont le rétablissement du porche peu après la visite de l'évêque Claude Joly, en 1668. Des travaux de réparation à l'église sont documentés en 1740. 
Le clocher est exhaussé en 1883 d'un niveau afin d'y placer la chambre des cloches. 
Les voûtes des deux vaisseaux se sont effondrées en 1971. Un projet de restauration a été étudié par l'architecte en chef des Monuments historiques Stéphane Thouin en 2012.
Le presbytère était construit contre le vaisseau nord au XVIIe siècle. À proximité de l'église s'élevait également une maison dite de l'évêque (qualifiée de "château épiscopal" dans le livre de l'abbé Barrère), mais il était déjà décrit comme ruiné en 1668.
L'église est inscrite au titre des monuments historiques le 27 septembre 1996,.